# Stade Gaston-Vivas
Pour les articles homonymes, voir Vivas.
Le stade Gaston-Vivas est un stade de rugby à XV situé avenue Albert Soubies, à Beaumont-de-Lomagne, dans le département de Tarn-et-Garonne.

## Historique
Le club résident est le Stade beaumontois Lomagne rugby qui évolue actuellement en Fédérale 2,.
En 2017, le stade est reclassé en catégorie C, il pourra désormais accueillir des phases finales de toutes fédérales et des matchs amicaux des clubs professionnels.